# 斯塔兰扎诺
斯塔兰扎诺（義大利語：Staranzano），是意大利戈里齐亚省的一个市镇。总面积18平方公里，人口7167人，人口密度398.2人/平方公里（2009年）。ISTAT代码为031023。